# Omonadus floralis
Omonadus floralis (лат.) — вид жуков из семейства быстрянок (Anthicidae).

## Распространение
Распространены в Южной и Северной Америках, включая Карибский регион и Центральную Америку, а также в Океании.
Входит в список чужеродных видов ЗИН РАН под именем складская быстрянка. Согласно этому источнику, встречается во многих регионах России (например, упоминается Мурманская область).